# Inclinômetro

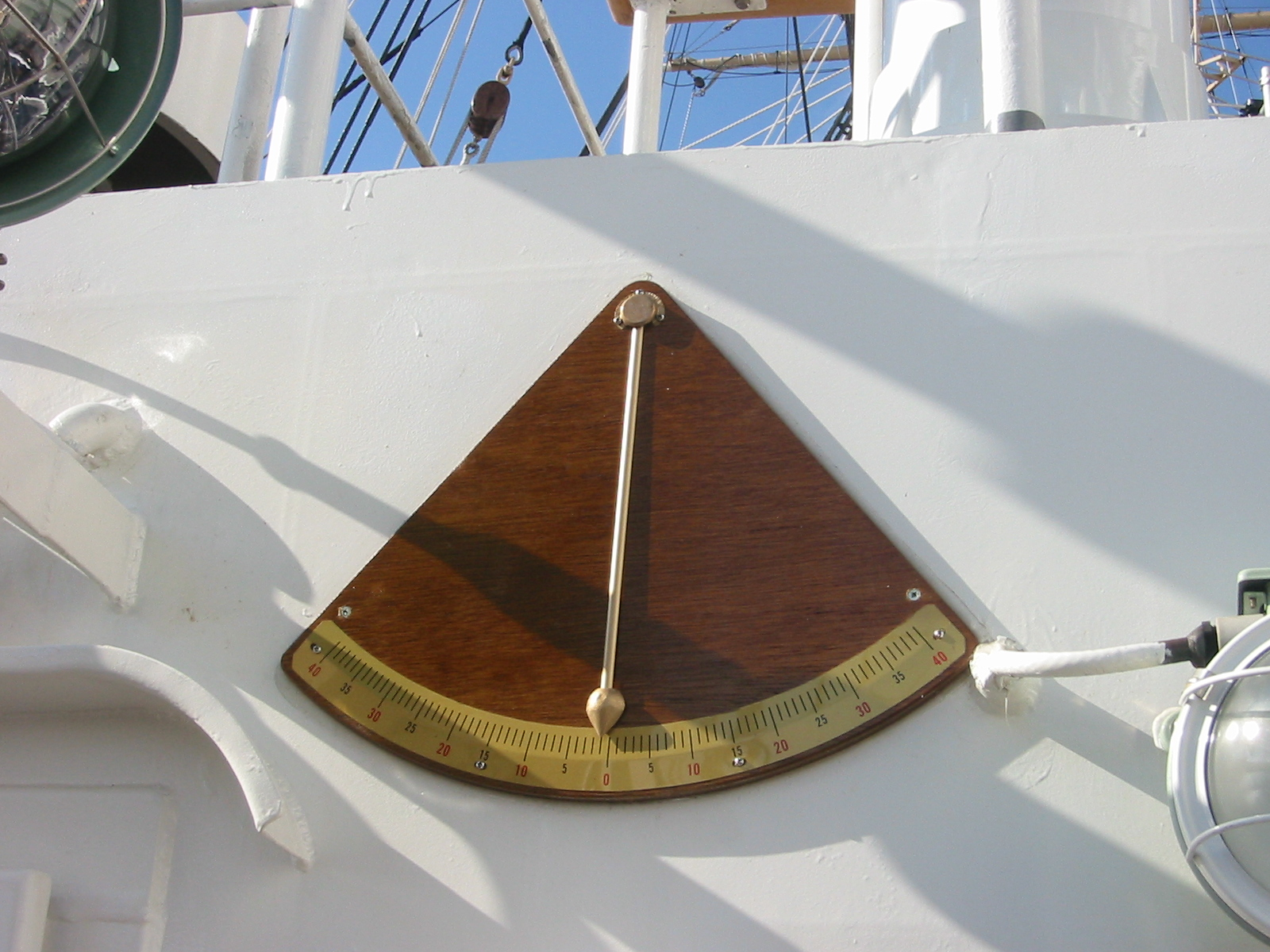
Um inclinômetro exterior no casco de um navio

O inclinômetro (português brasileiro) ou inclinómetro (português europeu), também conhecido como clinómetro ou hipsômetro é um instrumento utilizado para medir ângulos de inclinação e elevação, sendo o hipsômetro um medidor mais moderno que já mede a altura. 
Há variados tipos de inclinômetros: desde um simples pêndulo, até outros naturalmente embutidos no cardam de uma bússola.
Os inclinómetros também podem ser utilizados para a monitorização de obras geotécnicas, nomeadamente os túneis.